# WTA Challenger de Chicago
O WTA Challenger de Chicago – ou Chicago Women's Open, atualmente – é um torneio de tênis profissional feminino, de nível WTA 125.
Realizado em Chicago, nos Estados Unidos, estreou em 2018 e vem alternando edições solitárias com hiatos. Os jogos são disputados em quadras duras durante o mês de agosto.

## Finais

### Simples
| Ano                                     | Campeã           | Vice-campeã   | Resultado     |
| --------------------------------------- | ---------------- | ------------- | ------------- |
| 2023                                    | Viktoriya Tomova | Claire Liu    | 6–1, 6–4      |
| Torneio não realizado em 2022           |                  |               |               |
| 2021                                    | Clara Tauson     | Emma Raducanu | 6–1, 2–6, 6–4 |
| Torneio não realizado entre 2020 e 2019 |                  |               |               |
| 2018                                    | Petra Martić     | Mona Barthel  | 6–4, 6–1      |

### Duplas
| Ano                                     | Campeãs                        | Vice-campeãs                    | Resultado |
| --------------------------------------- | ------------------------------ | ------------------------------- | --------- |
| 2023                                    | Ulrikke Eikeri Ingrid Neel     | Cristina Bucșa Alexandra Panova | w.o.      |
| Torneio não realizado em 2022           |                                |                                 |           |
| 2021                                    | Eri Hozumi Peangtarn Plipuech  | Mona Barthel Hsieh Yu-chieh     | 7–5, 6–2  |
| Torneio não realizado entre 2020 e 2019 |                                |                                 |           |
| 2018                                    | Mona Barthel Kristýna Plíšková | Asia Muhammad Maria Sanchez     | 6–3, 6–2  |